# Shiva Regmi
Pour les articles homonymes, voir Regmi.
Shiva Regmi (en népalais : शिव रेग्मी), né le 1965 dans le district de Chitwan, au Népal, et mort à Katmandou (Népal) le 9 décembre 2013, est un dramaturge, réalisateur, producteur et scénariste népalais.

## Filmographie

### Comme réalisateur
- 1999 : Aafanta (aussi scénariste)
- 2001 : Afno manchhe (aussi scénariste)
- 2002 : Ye mero hajur (aussi scénariste)
- 2002 : Sukha dukha (aussi scénariste)
- 2003 : Upahaar
- 2003 : Paahuna (aussi scénariste)
- 2004 : Hami tin bhai (aussi scénariste)
- 2004 : Muglaan (aussi scénariste)
- 2005 : Duniya (aussi scénariste)
- 2006 : Maanis (aussi producteur et scénariste)
- 2007 : Yuddha
- 2007 : Ram Balram
- 2008 : Kaha Bhetiyela (aussi scénariste)
- 2009 : Haasi deu ek phera (aussi scénariste)
- 2011 : Sathi ma timro (aussi scénariste)
- 2012 : Phool
- 2012 : Mann le mann lai chhunchha
- 2012 : Parai
- 2012 : So simple